# Confédération Générale du Travail Luxembourgeoise
De Confédération Générale du Travail Luxembourgeoise (CGT-L) is een Luxemburgse vakbond. 
Ze is aangesloten bij het IVV en de EVV en is op haar beurt de overkoepelende organisatie van de OGBL en de FNCTTFEL.
Haar acties zijn voornamelijk supranationaal. CGT-L heeft geen vertegenwoordigers in ondernemingsraden, ondertekent geen cao's en neemt niet deel aan de sociale verkiezingen, wel zijn ze vertegenwoordigd in het sociaal overleg.